# Lawan
Lawan (en népalais : लावन) est un comité de développement villageois du Népal situé dans le district de Dolpa. Au recensement de 2011, il comptait 1 600 habitants.